# Los Espartales (stanice metra v Madridu)
Los Espartales (plným názvem španělsky Estación de Los Espartales) je stanice metra v Madridu, která se nachází v jižní aglomeraci města. Stanice má výstup do ulic Avenida Rigoberta Menchú a Helen Keller ve městě Getafe.
Jedná se o stanici linky metra 12.
Stanice vznikla v rámci výstavby linky 12 a byla otevřena 11. dubna 2003 zároveň s celou linkou. Stanice se nachází v tarifní zóně B1.

## Fotogalerie

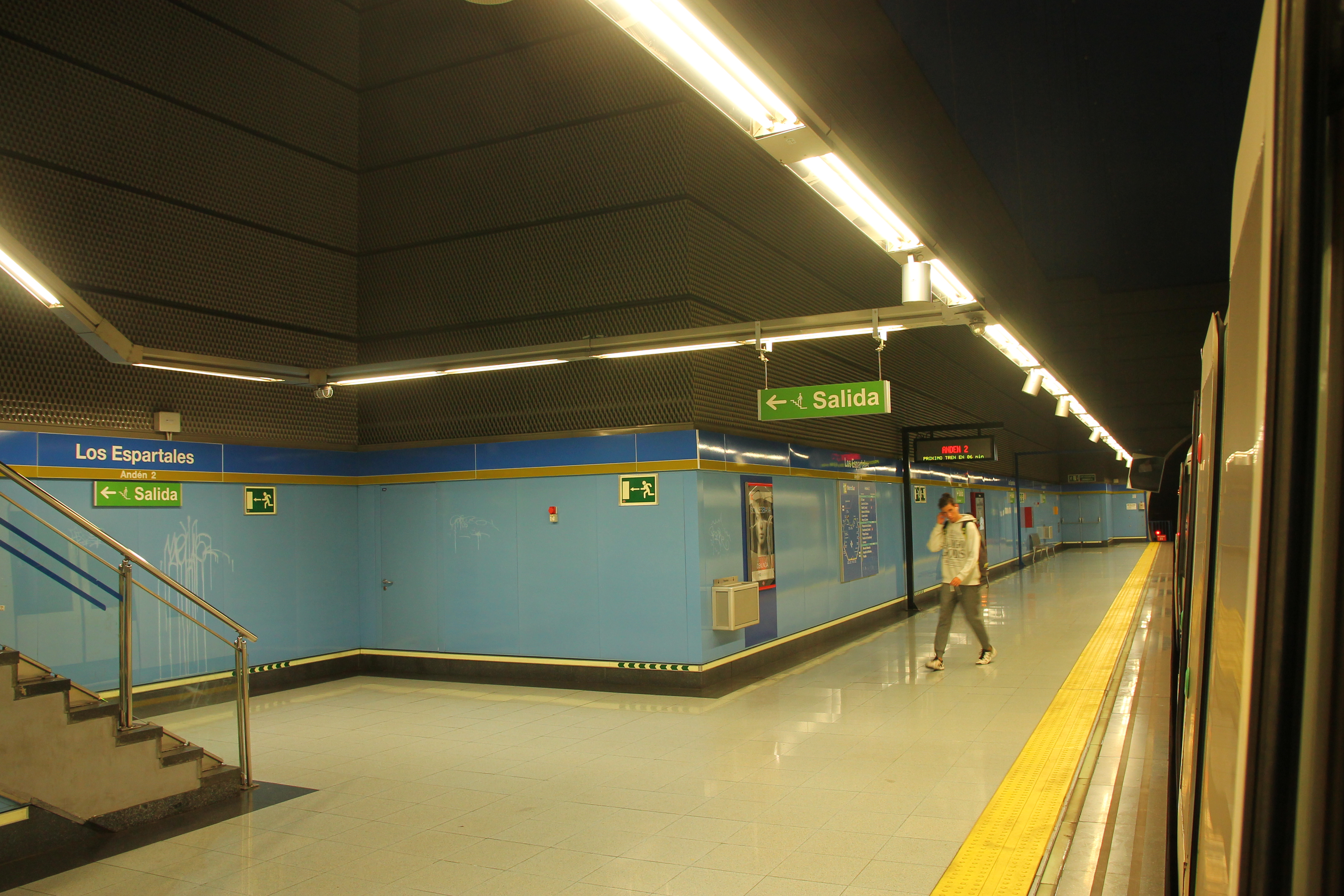
Nástupiště stanice
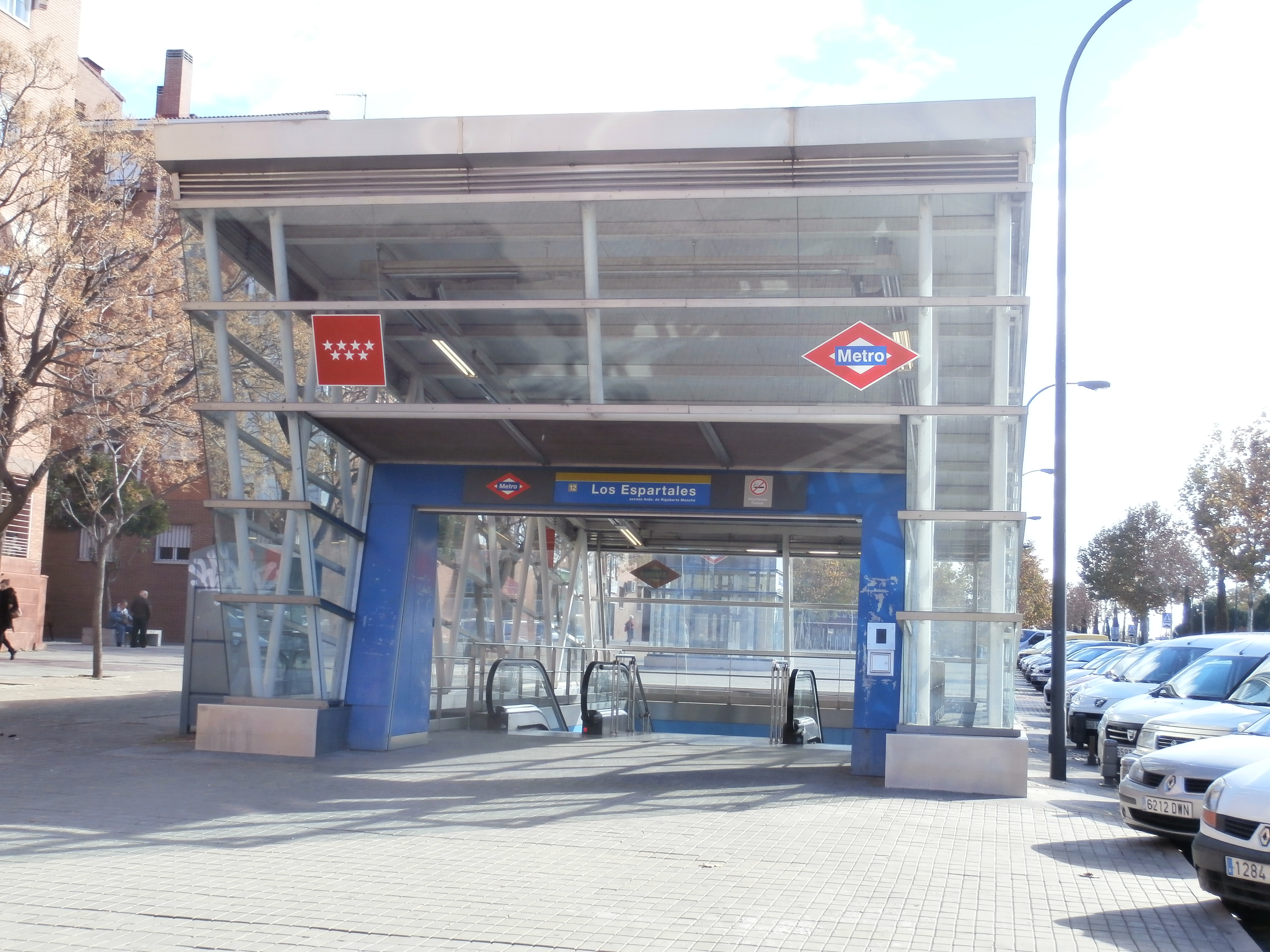
Vstup do stanice